# Чеганово
Чега́ново — деревня в Заволжском районе Ивановской области России. Входит в состав Междуреченского сельского поселения.

## Название
Существует несколько версий происхождения названия деревни:
- Одна из версий связывает название с берёзовым грибом чагой, который был распространён в окрестных берёзовых рощах[2].
- Другая версия предполагает происхождение от фамилии или прозвища человека по фамилии Чаганов, который мог быть одним из первых жителей или владельцев местности[2].

## География
Деревня расположена в лесистой местности на правом берегу реки Лопыриха (приток Волги), в 2 км к западу от центра поселения — села Заречный, и в 7 км к востоку от районного центра Заволжска. Недалеко находятся деревни Шеро́ниха и Пырёшево.
Рельеф в окрестностях деревни характеризуется наличием двух глубоких оврагов, по которым в прошлом протекали речки Большая и Малая Лопырёвка. Сливаясь, они образовывали реку Лопыриху, которая до создания Горьковского водохранилища впадала в Волгу у деревни Пырёшево, а ныне впадает в местный залив водохранилища. Овраги со временем стали менее выраженными, но их местоположение угадывается по зарослям влаголюбивой растительности
К юго-востоку от деревни, за полем, отделяющим её от села Заречный, находится лесной массив, известный среди местных жителей как Поповский лес. Название связано с тем, что в прошлом этот лес находился в ведении священника (попа) Покровской церкви села Чеганово. В этом же лесу расположена Дьячковая гора — небольшое возвышение, где, по преданиям, стоял дом церковного дьякона.

## История
Первые упоминания о поселении на месте Чеганово относятся к XVII веку. Земли, на которых позднее расположилось село, изначально принадлежали представителям рода Шепелевых. В писцовых книгах 1646 года владельцем поместья числился Пётр Михайлович Шепелев. Позднее, в XVIII веке, имение перешло во владение князей Голицыных. Имение часто меняло владельцев. В 1782 году селом Чеганово с окрестными деревнями и пустошами владел полковник Лейб-гвардии Измайловского полка Алексей Степанович Шепелев.
В XIX веке имение Чеганово принадлежало отставному полковнику князю Александру Владимировичу Голицыну (1825—1864). Его супруга, Мария Ивановна (урождённая Пахвистнева), была музыкантом и преподавала по системе Шевэ. В усадьбе была домовая церковь и насыпной пруд, созданный для отдыха и катания на лодках; остатки валов этого пруда сохранились до наших дней. Воду для усадьбы привозили в железных бочках на телегах.
В 1860 году на средства князя А. В. Голицына в селе была построена деревянная церковь в честь Покрова Пресвятой Богородицы с одним престолом и деревянной колокольней. Ограда церкви с западной стороны была железной, с остальных — деревянной на каменных столбах. Рядом с церковью располагалось старое деревенское кладбище, на территории которого, по воспоминаниям старожилов, находились две братские могилы воинов, погибших во время польско-литовской интервенции начала XVII века.
Князь А. В. Голицын скончался 21 июня 1864 года от опухоли желудка и, согласно его завещанию, был похоронен в склепе под храмом. У правого клироса в стену была вмонтирована чугунная плита с эпитафией в стихах:

Привыкнувъ къ жизни одинокой,
Сдружася съ грустію своей,
Онъ затаилъ въ душѣ глубокой
Все ожиданья лучшихъ дней.
И онъ молилъ, чтобъ добрый геній
На вѣкъ сомкнулъ ему глаза,
И на могилу въ часъ вечерній
Родная канула бъ слеза.
— 
Фрагмент этой плиты сохранился и находится в Заволжском художественно-краеведческом музее.
В конце XIX — начале XX века село Чеганово относилось к Комаровской волости Кинешемского уезда Костромской губернии. С 1918 года — в составе Иваново-Вознесенской губернии.
В советский период, с 1918 по 1934 год, рассматривался вопрос о ликвидации церкви. Окончательно храм был закрыт и разорён в 1934 году, а его здание передано колхозу «Красная борозда» под клуб. Согласно воспоминаниям старожилов, после революции склеп князя Голицына был вскрыт, а его останки подверглись поруганию.
С 1929 года деревня являлась центром Чегановского сельсовета Кинешемского района Ивановской области. С 1935 года — в составе Наволокского района. С 1958 года — в составе Заволжского района. С 2009 года — в составе Междуреченского сельского поселения.

## Население
| 1872 | 1897 | 1907 | 2002 | 2010 |
| ---- | ---- | ---- | ---- | ---- |
| 154  | ↗181 | ↗200 | ↘50  | ↘28  |

## Инфраструктура
Личное подсобное хозяйство с зоной сельскохозяйственного использования, индивидуальная застройка усадебного типа.

## Достопримечательности
- Место бывшей Покровской церкви и старого кладбища.
- Остатки валов усадебного пруда князей Голицыных.
- Поповский лес.
- Дьячковая гора.

## Транспорт
Деревня доступна автотранспортом. Автобусное сообщение с райцентром. Остановка общественного транспорта «Чеганово» на въезде в деревню. 